# Història d'Esfahan

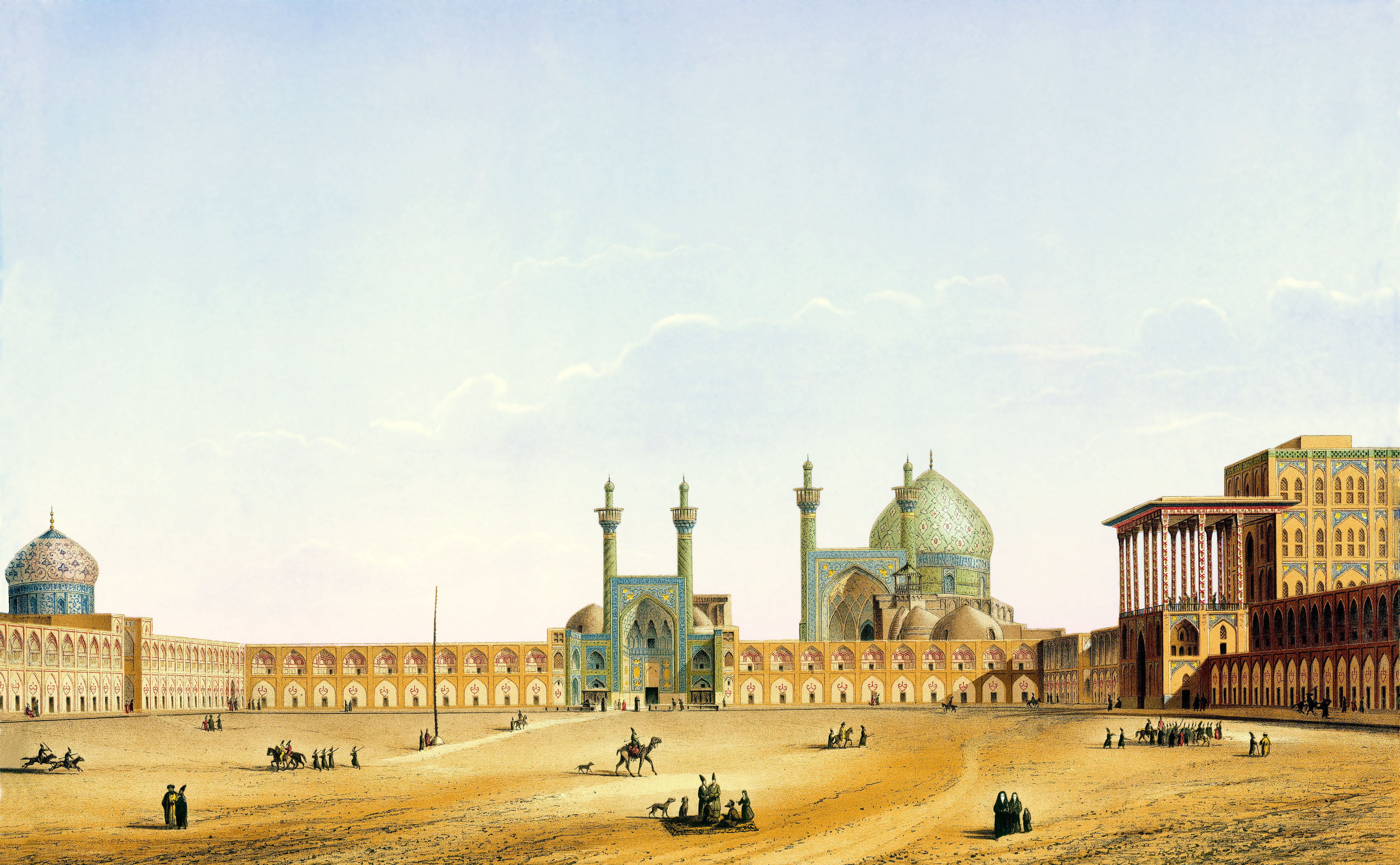
Dibuix de la plaça Naqsh-e Jahan als voltants de l'any 1839

La història d'Esfahan és la història de la ciutat d'Esfahan i de la seva regió. És molt extensa per la seva condició de ciutat central de Pèrsia i de capital en alguns períodes.

## Història antiga
El territori d'Esfahan fou part del Regne d'Elam. Després fou una de les principals ciutats de Mèdia amb el nom d'Aspandana. Dels medes va passar als perses aquemènides, d'aquests als grecs macedonis sota Alexandre el Gran, i després fou part del regne asiàtic d'Antígon el Borni i de Seleuc i l'Imperi Selèucida; dels selèucides passà a mans dels parts arsàcides i fou el centre d'una important província.
Els arsàcides foren eliminats pels perses sassànides sota els quals fou governada pels anomenats "espuhrans", o membres de les set grans famílies de l'imperi. En aquest tremps fou un centre militar amb poderoses fortificacions; hi havia un nombre rellevant de jueus i cristians en l'època sassànida. Sota els sassànides la ciutat es deia Djay. Quan s'acostaren els àrabs estava sota comandament d'un dels quatre pashospans perses, i després d'alguns combats va capitular a canvi d'un tribut anual. Sota els àrabs el nom Djay es va perdre i va predominar el d'Esfahan, 'Els exèrcits'.

## Califa
Sota el Califat dels raixidun i els omeies va dependre del govern de Bàssora o del de l'Iraq. El 687 - 688 fou assetjada pels azraquites (kharigites extremistes), però foren derrotats per Attab ibn Waraka i rebutjats cap a Fars i Kirman. Després del 694 el nomenament dels governadors d'Esfahan va correspondre a al-Hajjaj, el governador de Kufa. El 744 - 745 el rebel alida Abd-Al·lah ibn Muàwiya va ocupar la ciutat i la conservà dos anys fins que en fou desallotjat per Amir ibn Dabara, que hi va proclamar la restauració dels omeies. El 747 els rebels abbàssides manats per Khataba, general d'Abu-Múslim, va derrotar a la rodalia un exèrcit omeia i el 748 un potent exèrcit omeia manat per Amir ibn Dabara fou derrotat altre cop al mateix lloc. El 749 la ciutat va caure en mans dels abbàssides i en foren nomenats governadors.
Sota els abbàssides fou atacada el 755 - 756 per Júmhur ibn al-Ijil, revoltat contra el califa al-Mansur. El 804 - 805 la regió de Qom fou separada de la província. Després de la guerra civil que va acabar el 813, fou part del govern d'Hasan ibn Sahl de Khurasan; del 815 al 817 s'hi va patir una gran fam i en els anys següents la recaptació va baixar considerablement. Vers el 833 els khurramites que operaven a l'Azerbaidjan es van estendre a Esfahan i fou necessari enviar un exèrcit per restablir-ne la tranquil·litat.
El 867 Abd-al-Aziz ibn Abi-Dulaf, governador del Jibal, va rebre el govern d'Esfahan; el seu fill Dulaf el va succeir i hi va morir el 878 - 879 en lluita contra un rebel; el seu germà i successor Ahmad derrotà a Esfahan al safàrida Amr el 886 - 887 per ordre del califa. Ahmad va morir el 894 - 895 i la successió fou disputada pels seu germà Bakr i el seu fill Umar, que finalment s'hi imposà després de força temps de lluita; els dos, que se sàpiga, foren lleials al califa. En pujar al poder el darrer dulàfida al-Hàrith, el califa va voler recuperar el Jibal, i pogué derrotar a al-Harith el 897 - 898; el dulàfida va morir a causa d'una caiguda del cavall durant la batalla.
El 907 - 908, amb suport dels kurds, es va revoltar el governador Abd Allah Ibrahim al-Mismai, que feia uns cinc anys que exercia. El califa va enviar un exèrcit dirigit per Badr al-Hammami que sufocà al rebel·lió. Badr va assolir el govern fins al 912, en què el va succeir el daylamita Ali ibn Wahsudan, que va rebre el govern d'Esfahan i Fars. El 913 el samànida Ahmad II ben Ismail (907-914) hi va fer reconèixer la seva autoritat però per poc de temps, i després de la seva mort (914) va passar a un governador abbàssida de nom Ahmad Saluk, que es va revoltar (916) i resultà mort en la lluita. Altres governadors califals van ser nomenats i gaudiren d'àmplia autonomia.
El 927 - 928 la va ocupar Mardawidj ibn Ziyar, que hi va deixar com a governador Ahmad ibn Kayghulugh; el 931 la va perdre davant el daylamita Lashkari, però Ahmad la va reconquerir i va matar a Lashkari. El califa hi va nomenar governador Mudhàffar ibn Yaqut, que no va poder prendre'n possessió i Mardawij hi instal·là un forta guarnició (932). Poc després el califa al-Qàhir va escriure a Mardawidj i li va proposar el seu reconeixement com a governador de Rayy i Jibal (Qazwin i Qom) a canvi d'evacuar Esfahan, cosa que fou acceptada i el califa hi envià com a governador Muhàmmad ibn Yaqut, que va poder entrar pacíficament a la ciutat.

## Buwàyhides
L'any següent el cap militar daylamita Alí ibn Buya (conegut després en la història com Imad-ad-Dawla), governador de Karadj, que havia reunit una tropa important i moltes riqueses arrabassades als khurramites, en saber que Mardawidj planejava assassinar-lo, marxà cap a Esfahan, que ara estava dominada per Yaqut, governador abbàssida; les forces d'aquest eren superiors en nombre a les d'Ali, però a l'hora de la lluita van desertar. Esfahan fou breument ocupada, però Yaqub refusà rendir-se i, en acostar-se les forces de Mardawidj, Ali va haver d'evacuar la ciutat, que va passà provisionalment a mans de Mardawidj. Ali va haver de fugir, tanmateix, de Karadj, però s'apoderà de la fortalesa d'Arradjan, entre Fars i Khuzistan, on es va mantenir rebel (933). La deposició del califa al-Qàhir va permetre a Mardawidj conservar Esfahan.
El 934, Imad-ad-Dawla, amb l'ajut de Zaid ibn Ali al-Naubandagani, un ric terratinent, expulsà de Fars el governador del califa, el mateix Yaqut, tot i l'ajut que aquest havia rebut del governador califal autònom de Bàssora, Abu Abd Allah Ahmad ibn al-Baridi. El maig o juny del 934 va entrar a Siraz. Amenaçat per diversos enemics, va aconseguir del califa el nomenament oficial com a governador (mukta) de Fars (setembre o octubre del 934), per tot seguit intentar negociar amb Mardawidj.
Assassinat aquest darrer per les tropes turques, Imad-ad-Dawla envià al seu germà Hasan (conegut després com a Rukn-ad-Dawla) a Esfahan (936). Inicialment els ziyàrides dirigits per Wuixamguir ibn Ziyar (germà de Mardawidj), ocupats lluitant contra els samànides, van oposar mínima resistència a Esfahan, que fou ocupada per Rukn-ad-Dawla, però diversos conflictes en les forces buwàyhides i un contraatac de Wuixamguir van obligar a Rukn-ad-Dawla a evacuar (939) la ciutat, que quedà en mans del ziyàrida. Tot i que Ali (Imad-ad-Dawla) no va enviar gaire suport al seu germà, aquest passà a l'ofensiva i va reconquerir Esfahan (940) i, després de derrotar a Wuixamguir en una batalla, va entrar a Rayy (que els ziyàrides havien arrabassat als samànides).
Hasan (Rukn-ad-Dawla) governà a Esfahan fins a la seva mort el 976, excepte dues breus ocupacions: la primera el 950 - 951 per part de les forces samànides del Khorasan manades pel governador d'aquest província Mansur ibn Karategin; la segona el 954, també procedent del Khorasan, manada pel poderós noble iranià i governador samànida de la província, Bu Ali Čaghani.
Mort Rukn-ad-Dawla, va passar al seu fill Muàyyid-ad-Dawla (976-984), sota l'autoritat del cap de família, el seu germà gran Àdud-ad-Dawla. Va tenir com a wazir Ismail ibn Abbad, que va tenir un govern encertat. El seu germà Fakhr-ad-Dawla (que conservà el mateix wazir) va governar Esfahan (984-997) i a la seva mort el 997 el va succeir el seu fill de 4 anys Majd-ad-Dawla, que va governar sota tutela de la seva mare. El 1006 el jove sultà es va voler desfer de la tutela materna sense èxit.
El 1007 Abu-Jàfar Muhàmmad ibn Duixmanziyar, conegut pel seu làqab d'Alà-ad-Dawla, el cosí (fill de l'oncle) de la regent, fou nomenat governador d'Esfahan, que l'administrà de manera intermitent fins a la seva mort el 1041 - 1042, però en fou expulsat quatre vegades: el 1016 - 1017 pel buwàyhida Ibn Fulad, fins que la va reconquerir el 1021 - 1022; i el 1029, quan l'ocupà el gaznèvida Masud I ibn Mahmud, que hi va deixar un governador, però quan se'n va anar esclatà una revolta popular i el governador va morir: hi hagué de retornar Masud i feu una matança entre la població, per acabar perdent la ciutat l'any següent enfront d'Alà-ad-Dawla; el 1030 fou expulsat per Anushirwan ibn Manushihr ibn Kabus amb suport de les forces gaznèvides, però la recuperà el 1032 i va aconseguir ser reconegut al cap de poc per Masud I ibn Mahmud de Gazni a canvi d'un tribut; la darrera vegada en fou el 1033 o 1034, quan els gaznèvides l'en expulsaren per no pagar el tribut, i es retirà a Firaydan i Khansar, on va reunir forces amb les quals reconquerí Esfahan el 1035 - 1036; a més a més, el 1027 - 1028 Esfahan fou assetjada durant uns quatre mesos per l'ispahbad del Tabaristan Ali ibn Umran i per Manučir o Manushihr ibn Kabus, però no la van poder ocupar. Amb Massud ibn Mahmud de Gazni van arribar a la zona els primers contingents ghuzz, establerts llavors a la regió de Dinawar, contra els quals Alà-ad-Dawla va haver de combatre el 1038 - 1039.

## Seljúcides
A la mort d'Alà-ad-Dawla el va succeir el seu fill Fararmuz ibn Muhammad (1041 - 1042) i a l'any següent (1042 - 1043) Toghrul Beg el seljúcida avançà cap a Esfahan i va rebre tribut de Fararmuz, que va fer llegir la khutba en el seu nom. Però quan Toghrul se'n retirà, Fararmuz es va aliar al buwàyhida Abu-Kalijar i va bandejar al seljúcida; aquest retornà el 1046 - 1047 i va assetjar la ciutat; Fararmuz es va tornar a sotmetre en les mateixes condicions que abans i altra vegada quan Toghrul en marxà el va desconèixer. Toghrul va retornar per tercera vegada el 1050 i assetjà Esfahan, que va capitular al cap d'un any (maig del 1051). El sultà seljúcida nomenà un governador i va eximir la ciutat d'impostos per tres anys. La ciutat prosperà i Toghrul hi va instal·lar la seva capital (fins aleshores a Rayy). Fou governada directament pels sultans i mai no fou concedida en ikta o feu. Fou ocupada per Kawurd ibn Čaghri Beg, pretendent al sultanat, a la mort d'Alp Arslan (15 de desembre de 1072), però no va tenir èxit en la seva reclamació. La ciutat prosperà fins a la mort de Màlik-Xah I el 1092; després, com que restava la capital, fou encara políticament valuosa, però menys important econòmicament. S'hi van produir alguns pogroms i repressions contra els ismaïlites que, sota el dai Abd-al-Màlik ibn Attaix, havien establert sòlides posicions a Esfahan.
A la mort de Màlik-Xah el seu fill Mahmud ibn Màlik-Xah de 4 anys fou reconegut a Bagdad per la vídua Turkhan Khatun i pel favorit Taj-al-Mulk, mentre l'altre favorit Nidham-al-Mulk afavoria a Barkyaruq, fill de Zubayda Khatun. Aquest fou fet presoner però alliberat pels mamelucs de Nidham-al-Mulk i es va fer fort a Esfahan; Turkhan Khatun i Taj-al-Mulk es van dirigir a aquesta ciutat i Barkyaruq l'abandonà, però tot seguit va retornar per posar-hi setge. La sobtada mort de Turkhan Khatun li va permetre recuperar la ciutat.
De moment va dominar la ciutat sense oposició, però el 1097 a causa del conflicte amb el seu germà Muhammad ibn Malik Shah se li va oposar i el 1098 - 1099 part del seu exèrcit es passà a Muhammad i se li van tancar les portes d'Esfahan, i hagué de marxar al Khuzistan. La lluita entre els dos germans va seguir en els següents cinc anys. Àhmad ibn Abd-al-Màlik, fill del daï ismaïlita (o batinita) Abd-al-Màlik ibn Attaix (abans esmentat), aprofità aquestes lluites no sols per ampliar el poder de la secta sinó per dominar la fortalesa de Shahdez (que conservà fins al 1107); els ismaïlites van començar a recaptar impostos a l'entorn de la fortalesa i es van apoderar de la fortalesa de Khan Lindjan. Barkyaruq ordenà una ofensiva contra la secta i es va produir un nou pogrom a Esfahan i altres llocs. El 1102 Muhàmmad fou derrotat prop de Rayy per les forces de Barkyaruq i es refugià a Esfahan, on fou assetjat durant nou mesos. Reduïda la ciutat per la fam, Muhammad va fugir a l'Azerbaidjan perseguit per Barkyaruq; després d'unes mesos més de guerra se signà la pau i Barkyaruq va retornar a Esfahan, però va morir allí (a la rodalia) l'any següent (1105)
i Muhammad pogué tornar a Esfahan. La seva primera tasca fou atacar els ismaïlites i encara que per un temps Attash Ahmad ibn Abd al-Malik fou autoritzat a restar a Shahdiz com a cap de la guarnició en nom del sultà, finalment la fortalesa fou conquerida el 1107 i Attash executat. El poder ismaïlita a la regió quedà molt afectat.
Esfahan fou la capital seljúcida de Muhammad fins a la seva mort el 1118, però després, amb Sandjar, el centre de l'imperi es desplaçà al Khurasan i Esfahan va quedar en mans dels seljúcides de l'Iraq i els seus atabegs. El 1164 - 1165 hi va haver disturbis entre kharigites i altres sectes que van causar incendis i destruccions.

## Xas de Coràsmia
El 1194 Esfahan va ser conquerida pel xa de Coràsmia Tekish cridat pel califa per ajudar-lo contra el seljúcida de l'Iraq, Toghrul (II). En les campanyes que van seguir Esfahan canvià de mans diverses vegades entre els dos contrincants, però va restar en mans dels xas de Coràsmia fins a la mort d'Ala al-Din Muhammad el 1220. Entre 1220 i 1224, quan es va produir la inesperada restauració del khwazismshah Jalal-ad-Din Manguberti, la situació és incerta.

## Mongols i il-kànides
El 1226 s'hi van acostar els mongols dirigits pel general Tchormaghan, però foren derrotats i rebutjats el 1228 per Djalal al-Din, xa de Coràsmia. El 1230 Ogodei va enviar a Pèrsia un fort exèrcit de 30.000 soldats per combatre el xa de Coràsmia, i en posà al front el general Txormaghan. A l'hivern del 1230 al 1231 arribà a l'Iran pel Khorasan i Rayy, i es va dirigir de dret a l'Azerbaidjan abans que Jalal-ad-Din Manguberti, que generalment vivia a Tabriz, pogués reunir les seves forces. Djalal s'esverà i va fugir cap a la plana del Moghan o Mukan, i cap a l'Arran, prop de la desembocadura de l'Araxes i Kura, i d'allí passà al Diyarbekir, perseguit pels mongols, i a les muntanyes d'aquest regió fou obscurament assassinat per un camperol kurd (15 d'agost de 1231). Esfahan no va caure en mans dels mongols fins al 1240 - 1241, quan els defensors de la ciutat es van passar als mongols. Poc després Txormaghan, governador mongol de Pèrsia, moria i el substituïa (1242) el general Baydu.
La dinastia il-kànida s'hi establí el 1256 i sota Abaqa fou nomenat governador de l'Iraq i Esfahan Alà-ad- Din Juwayni, fill de Bahà-ad-Din Muhàmmad Juwayni, governador mongol de les regions de l'Àsia occidental (mort el 1253); la ciutat fou carregada d'impostos i els malfactors i lladres foren severament castigats; la repressió hi fou forta però al final la tranquil·litat dominava tant a la ciutat com a la comarca.

## Cobànides, indjúides, muzafàrides
Mort Abu Said Bahadur Khan el 1335, el 1336 Esfahan caigué en mans dels cobànides fins al 1340 - 1341 o 1341 - 1342 quan, després de la conquesta de Siraz pel cobànida Pir Husayn, aquest compensà l'ajut en la conquesta del muzafàrida Mubariz al-Din Muhammad, amb la cessió de Kirman, i l'indjúida Abu Ishak Djamal al-Din fou instal·lat com a governant local d'Esfahan per servir de fre a una possible expansió muzafàrida cap a l'oest. Pir Husayn només governà dos anys a Shiraz. Passat aquest temps, vers el 1342, Abu Ishak s'alià amb el seu germà Masud Shah Djalal al-Din, pretendent del Fars, i amb membres dissidents de la família Cobànida, i conspirà per recuperar Fars (i per venjar la mort del seu germà Amir Muhammad Shams al-Din, que havia estat executat pel cobànida Pir Husayn el 1339); el seu aliat cobànida fou Màlik Aixraf ibn Timurtash ibn Coban, cosí de Pir Husayn i germà de l'ara governant de Tabriz, Hasan Kücük. Reunits els aliats a Esfahan el 1342, van derrotar Pir Husayn, que en no estar segur de les lleialtats amb què podia comptar entre els feudataris a Fars i Yadz, va fugir cap a Tabriz, on el seu cosí Hasan Kücük el va fer matar. Mentrestant Masud Indju, amb el suport d'un comandant cobànida de nom Yaghi Basti (que era oncle de Malik Ashraf ibn Timurtash i també oncle de Hasan Kücük de Tabriz) van avançar cap a Shiraz, que va quedar en poder de Malik Ashraf, i acampà a la vora de la ciutat. Però Abu Ishak d'Esfahan va poder entrar a la ciutat, i en tancà les portes al seu fins llavors aliat; era a Shiraz quan es van presentar Masud Shah i Yaghi Basti i Abu Ishak renuncià a governar Shiraz i es retirà cap a Shabankara, a l'est de la ciutat. Abu Ishak sembla que va conservar Esfahan.
Unes setmanes després Yaghi Basti va fer matar Masud Shah, que nominalment era el seu superior. Esclatà una revolta popular a Shiraz que durà vint dies (se n'enfrontaren bandes ciutadanes partidàries d'un o altre), i el general cobànida fou assetjat a la seu del governador; la revolta estava instigada per Abu Ishak, els partidaris del qual finalment van dominar la ciutat mercès a l'ajut del cap local del barri de Kazerun, que empenyé fora de la ciutat Yaghi Basti i els seus seguidors i posà fi a la lluita. L'any següent Yaghi Basti i el seu nebot Malik Ashraf es van reunir i van atacar Shiraz amb el suport del muzafàrida Muhammad de Yadz. Van conquerir Abarkuh (amb suport muzafàrida) i en massacraren els habitants, però abans d'aconseguir el seu objectiu arribà la notícia de la mort de Hasan Kücük, i la campanya s'abandonà. Els dos cobànides van retornar a Tabriz i Muhammad tornà a Yadz deixant Abu Ishak en el poder a Shiraz (Fars), a Esfahan i a la costa del golf.
Abu Ishak passà d'amir vassall a sultà. Va encunyar monedes i va llegir la khutba en nom propi. Inicialment Abu Ishak negocià (1344) la pau amb Mubariz al-Din Muhammad ibn Muzaffar de Yadz i sembla que finalment fou acordada, cosa que consolidava la dinastia indjúida a Fars, però la guerra començà el 1345 i després de diverses derrotes injúides els muzafàrides van acabar conquerint Siraz (1353). Abu Ishak fugí al darrer moment i es refugià a l'oest, a la fortalesa de Kalat Safid, on fou també atacat i va fugir a Esfahan. El 1354 Muhammad es dirigí contra Abu Ishak, que era a Esfahan, i deixà el seu nebot Xah Sultan a Siraz i el seu fill Xah Shudja a Kirman, i dirigí el gruix de les seves forces cap a Esfahan. Un contraatac inesperat de les forces lleials a Abu Ishak del Shulistan, regió situada al nord-est de Siraz, van atacar i ocupar la major part de la capital del Fars, i encara que finalment van ser rebutjats, frustraren l'atac a Esfahan. El 1357 les forces de Muhammad entraven finalment a Esfahan i feien presoner Abu Ishak, al qual van enviar a l'emir que era a Siraz. Davant d'una assemblea de jutges i nobles es decidí la seva execució, de la que fou encarregat Amir Kutb al-Din (fill d'un cap de barri executat pel sultà indjúida), que l'acomplí el maig del 1358.
Els muzafàrides van tenir un govern beneficiós per a Esfahan, però les seves capitals eren Yadz i Kirman, i el centre polític es va desplaçar a aquesta viles. En lluites civils entre els muzafàrides fou assetjada i ocupada més d'una vegada pels rivals en lluita.

## Timúrides

### Tamerlà arriba a Esfahan, ciutat muzafàrida
El 1387 en l'expedició de Tamerlà a Pèrsia, el gran soldà baixà cap al sud i va expulsar a l'atabeg Izz al-Din de Lur-i Tamerlà tenia seguidament un objectiu a la vista: Esfahan. Era, segons Ibn Batuta, "una de les ciutats més grans i més justes", un lloc de molt esplendor. La ciutat estava regada pel riu Zayandeh i era un oasis fèrtil envoltat d'horitzons il·limitats de sorra i sal; els productes agrícoles, sobretot fruites, i eren abundants. La seva gent és descrita com bona i noble, valenta i generosa. Necessitava un pretext i el va trobar en la carta que li havia enviat tres anys abans Shah Shuja en el seu llit de mort, en què li encomanava la protecció de la seva família. Shah Shuja havia llegat Fars (capital Siraz) al seu fill Zain al-Abidin Ali. Un germà de Shah Shuja, Sultan Ahmad, va rebre Kirman; i un nebot, Shah Yahya, va rebre Yadz. Esfahan era per Shah Mansur, germà de Shah Yahya. Timur va cridar a Zayn al-Abidin a anar a la seva cort a retre-li homenatge d'acord a la voluntat del seu pare, però el príncep va arrestar al missatger i no hi va anar, provocant la ira de Timur.
Timur va enviar al seu exèrcit cap a Rayy per hivernar a Sark Kamigh (dirigits per Miran Shah, Shaikh Ali Bahadur i Saif al-Din) i amb un contingent de forces escollides es va dirigir al sud en direcció al Luristan. Va passar per Hamadan i va arribar a Jerbadekan on va posar les seves forces en ordre de batalla i es van presentar davant les muralles d'Esfahan (tardor). El pànic es va apoderar del governant i dels habitants que coneixien la fama de Timur. El governador, Said Muzaffar Kashi (oncle matern de Zain al-Abidin) i els seus oficials es van rendir. Shah Yahya va enviar des de Yadz la seva submissió. Kashi va sortir de la ciutat d'Esfahan amb Khoja Rukn al-Din Said i altres caps religiosos i notables per negociar la rendició. Timur va acceptar a condició de que la ciutat pagués el típic rescat i va entrar a la ciutat instal·lant-se a la fortalesa de Tabaruk.

### Matança d'Esfahan (26 novembre 1387)
Zayn al-Abidin Ali ibn Shah Shudja de Fars es va negar a fer l'acte formal de submissió, i Tamerlà va acordar negociar amb ell a Esfahan. Zain al-Abidin hi va anar i els ulemes van demanar un acord, i finalment es negocià la pau a canvi d'un tribut important a pagar pels tres emirs muzafàrides. Tamerlà sortí de la ciutat i hi deixà muhasils per recaptar el tribut que havia de pagar el rescat. Fou nomenat governador timúrida l'amir Aikutmur amb instruccions per a la recollida dels diners. Timur, tan de sobte com havia arribat, va abandonar la ciutat i es va situar al campament fora de la ciutat molt satisfet amb els esdeveniments i amb tots els notables locals sota la seva custodia. Per la ciutat van circular diversos rumors sobre les intencions de Timur. A la nit, soldats de Timur vigilaven les portes i dins de les muralles havien quedat els muhasils, i una guarnició que els servia d'escorta, i potser algun soldat que havia entrar privadament, i no es permetia la entrada a ningú mes. Els soldats de fora pensaven en Esfahan i en el saqueig que podrien fer. A mitjanit, segons Yazdi, un ferrer de nom Ali Kutxapa va fer sonar uns tambors, i alguna gent, contraria al impost establert, va caure sobre els soldats parats a les parets. “Atrapats per la por i commoguts per l'odi” diu Yazdi, es van revoltar; els que van iniciar la revolta van cridar als altres i els tres mil homes de guarnició foren massacrats en qüestió de minuts. Però les celebracions no van durar gaire.
Timur certament anava a venjar aquests assassinats, realitzats en desafiament d'un tractat acordat amb els ancians i notables de la ciutat. Ara no es podia esperar quarter. Quan se’n van adonar els rebels van començar a tremolar i es va fer el silenci. Timur va ordenar la matança de tots els homes, dones i nens. Es diu que setanta mil van perdre la vida al bany de sang que va seguir. A cada divisió de l'exèrcit, des dels destacaments de deu i cent fins als tumans de deu mil, se’ls va ordenar portar un cert nombre de caps, i els tavachis van ser designats per comptar-los. Al principi, va observar Yazdi, hi havia una gran reticència entre els soldats a assassinar altres musulmans a sang freda. Molts van comprar caps dels botxins més disposats. Els caps canviaven de mà per vint dinars fins que els soldats van perdre els seus escrúpols i el torrent de la matança va passar sense restriccions per la ciutat; el preu d'un cap va caure a mig dinar. Els que havien escapat de la matança inicial, amagats a les seves cases, van sortir a la nit i van fugir per la neu. Van ser caçats l'endemà al matí capturats allà on estaven. No es va mostrar cap pietat.
Schiltberger, l'escuder bavarès capturat i fet presoner per l'exèrcit de Timur a la batalla d'Ankara el 1402, va descriure uns fets que si són veritat mostren una crueltat extrema: les dones i nens van ser portats fora a una plana i els nens de menys de 7 anys situats per ser trepitjats pels cavalls; quan es va donar l'ordre, ningú volia ser el primer i Timur mateix va començar per forçar als seus a seguir-lo; uns set mil infants foren esclafats pels cavalls. El historiador Hafiz-i Abru va estar a Esfahan després de la matança i va comptar 28 torres d'uns 500 caps cadascuna i encara que algun altre testimoni indicaria que la matança no fou de setanta mil persones, fou en tot cas una de les mes sagnants i quantioses de Timur. Yazdi dona com a data de la matança el dilluns 26 de novembre de 1387 (6 de Dhulkada del 789). Hajji Beg i Nunan Shah foren nomenats governador timúrides d'Esfahan per termini d'un any i el domini muzafàrida d'Esfahan va desaparèixer.
Tot seguit va avançar cap a Fars i Zain al-Abidin va fugir cap a Bagdad; quan Tamerlà va sortir del país (al rebre notícies de atacs a Transoxiana) va nomenar a Shah Yahya (ara el cap de família) com a governador de Siraz i Fars i al seu fill gran Muhammad ibn Shah Yahya li va concedir Esfahan; va confirmar a Ahmad ibn Shah Shuja el Kirman i a Abu Ishaq Sirjan erigit en principat i amb dret hereditari per a ell i els seus successors. Shah Yahya a més conservava Yadz.
Shah Mansur, germà de Shah Yahya, governava al Khuzestan amb seu a Shushtar i va fer presoner a Zain al-Abidin Ali, (fill de Shah Shuja) quan va passar per Khuzestan de camí a Bagdad; el va retenir al castell de Kerikerd, a uns 20 km de Shushtar; però finalment Zain al-Abidin fou alliberat per Ahmad Shah Turmetachi i el seu parent Mahmud Turmetachi i amb ells es va dirigir a Burudjird on el malik Izz al-Din Kerit de Lur-i Kučik el va escortar fins a Esfahan. El governador Muhammad ibn Shah Yahya es va retirar a la fortalesa i els notables majoritàriament van donar suport a Zain al-Abidin; al cap d'un mes de negociacions Muhammad ibn Shah Yahya, d'acord amb Muhammad Kurji, va sortir de la fortalesa i es va poder retirar a Yadz i Zain al-Abidin va quedar amo d'Esfahan. Al mateix temps Shah Mansur va sortir de Shushtar amb les seves forces (les propies i les de Zain al-Abidin que havien passat al seu servei) i es va dirigir a Siraz; els caps religiosos de la ciutat li van obrir la porta de Salem; Shah Yahya, gairebé sense exèrcit, va fugir a cavall per la porta de Sadet i Shah Mansur es va apoderar del govern i no va fer cap mal al seu germà fugitiu, ni tan sols el va fer perseguir (1389).

### Conflictes entre muzafàrides
Després d'un atac fracassat a Abarkuh, on el príncep local Pahlawan va resistir, Shah Mansur va desistir d'assetjar-la i va tornar a Shiraz. Zain al-Abidin va considerar llavors (1389) que era el moment de recuperar el poder a Shiraz i va reunir un petit exèrcit confiant que la major part dels amirs de Shah Mansur (que abans l'havien servit a ell) l'abandonarien; es va acostar a Shiraz; Shah Mansur li va sortir a l'encontre i els dos exèrcits es van trobar a Istakhr, a l'est de Shiraz, a l'anomenat Pont Nou; ningú va abandonar a Shah Mansur els soldats del qual van passar el riu nadant, van atacar a les forces de Zain al-Abidin i les van derrotar matant a la majoria; Zain al-Abidin va poder fugir cap a Esfahan.
Pahlawan d'Abarkuh, alarmat per l'èxit de Shah Mansur, va buscar una aliança estreta amb Shah Yahya de Yadz, i aprofitant una visita de Shah Yahya a les muntanyes de Yadz, a només un dia de camí d'Abarkuh, el va anar a trobar i van acordar aquesta aliança que van jurar ambdós solemnement. Després Shah Yahya va visitar Abarkuh. Però una vegada allí, sota pressió dels seus amirs i consellers, va violar el tractat, es va apoderar de Pahlawan i el va enviar al castell de Melus, a la frontera amb Yadz on fou executat (1389 o 1390). Llavors va establir una guarnició a Abarkuh i va nomenar governador a Muhammad Kurji, retornant després a Yadz. Shah Mansur va anar a Abarkuh i va ocupar la ciutat; el governador es va retirar a la fortalesa. Shah Mansur va establir una guarnició a la població i va continuar cap a Yadz. Shah Yahya va enviar un correu a Muhammad Kurji ordenant-li sotmetre la fortalesa a Shah Mansur amb la condició de no atacar Yadz. Shah Mansur va interceptar el correu i va retornar cap a Abarkuh on va fer saber la ordre a Muhammad Kurji, que va acceptar lliurar la fortalesa. Llavors Shah Mansur va fortificar la població i la fortalesa però va deixar en pau a Yadz, marxant cap a Esfahan, el territori de la qual va assolar, retornant finalment a Shiraz.
L'any següent (1390) va retornar a Esfahan i va repetir els saquejos; Zain al-Abidin per fer-hi front va buscar el suport del seus parents, el seu oncle Imad al-Din Ahmad ibn Shah Shuja de Kirman i el cosí Abu Ishaq de Sirjan, que van anar en ajut seu amb les seves tropes; Shah Yahya els va prometre acudir i va arribar a sortir de Yadz, però no va complir la promesa; els prínceps muzafàrides es van col·ligar per intentar ajudar a Zain al-Abidin i a la primavera següent (1391) van dirigir les seves forces cap a Fars assolant diverses regions i especialment Kerbal. Shah Mansur va marxar contra ells i els va combatre a la plana de Fesa o Fasa a un lloc anomenat Juruz, els va derrotar i cada príncep va haver de tornar al seu país. A la primavera següent (1392) Shah Mansur va tornar a marxar contra Esfahan i va acampar a prop de la ciutat; va cridar a Malik Izz al-Din, el príncep del Patit Luristan, per planejar una intriga, però quan el príncep fou a la tenda de Shah Mansur, els habitants d'Esfahan van acceptar de lliurar la ciutat. Zain al-Abidin va fugir cap al Khurasan via Rayy però prop d'aquesta ciutat (entre Veramin i Xahriyar) fou capturat pel governador de Rayy, Musa Jawkar, i entregat a Shah Mansur que el va fer cegar. Amo d'Esfahan, per dues vegades va portar el seu exèrcit fins a les portes de Yadz; la primera vegada, després de devastar la regió, va seguir cap al Kirman; la segona la mare de Shah Mansur i Shah Yahya va intervenir i va evitar la guerra i Mansur va retornar a Shiraz.

### Tamerlà elimina als muzafàrides
Tamerlà va conquerir Fars i Siraz el 1393 i el sultà Shah Mansur va morir. Esfahan, tot i pertànyer a Shah Mansur, no va oposar resistència, El 18 de maig de 1393 Timur abandonava Shiraz cap a l'Iraq Ajamita (a vegades esmentat com Hircània) per la via d'Esfahan. Pel camí es va dedicar a la cacera fent repetides matances d'animals salvatges. Després de 12 dies va acampar a Kumcha on va emetre el decret que ordenava la mort de tots els prínceps muzafàrides (30 de maig). Segons Yazdi va arribar a Esfahan el 26 de maig on el príncep Muhammad Sultan el va rebre i li va donar un banquet; això seria després de la signatura del decret per lo que alguna data deu ser errònia i potser el banquet fou el 5 de juny. El govern dels dominis mazuffàrides amb Esfahan fou concedit a Pir Muhammad ibn Umar Shaykh

### virregnat timúrida
El 1403 Tasmerlà va retornar a Pir Muhammad el govern de Fars (del que havia estat privat dos anys abans). Va cridar al príncep Rustem que era a Shiraz, per presentar-se a la cort; quan va arribar a Kansar, que era una dependència de Gulbadkhan o Gulpayagan (Jerbadekan), es va trobar amb un diploma de l'emperador que li concedia el govern d'Esfahan i li ordenava anar a Burudjird i reconstruir la fortalesa d' Ormiyan. Pir Muhammad, que estava de camí a Shiraz, va arribar a Kansar i es va trobar allí amb el seu germà Rustem; va ser una trobada cordial i després cadascú va anar al seu govern si bé Rustem primer va fer la tasca encarregada a Burudjird abans de poder anar a Esfahan. Aquest mateix any Tamerlà és citat com rebent en audiència a una personalitat religiosa d'Esfahan: el khoja Muzaffar Netenzi

### Conflictes successoris
Després de la mort de Tamerlà el 1405, a l'abril els germans Pir Muhammad de Fars, Rustem d'Esfahan i Iskandar d'Hamadan van fer un reconeixement conjunt de la primacia de Xah Rukh que fou enviada a aquest per escrit. En aquest mateix any, Iskandar d'Hamadan va abandonar el seu govern i es va dirigir a Esfahan, on va poder estar un mes, sortint després cap a Siraz a la cort del seu germà gran.
Iskandar i Pir Muhammad van acordar enfrontar al seu cosí Muhammad Umar des de la base d'Esfahan, que era del germà Rustem. Pir Muhammad va concedir el govern de Yadz a Iskandar, que s'havia quedat sense Hamadan que havia reconegut a Muhammad Umar; Iskandar va enviar a Yadz a Bikesi Sultan i ell va marxar en persona a Esfahan. L'exèrcit de Muhammad Umar va arribar a Hamadan, i Rustem d'Esfahan hi va enviar un negociador de nom Hajji Musafir Umar, ben acollit per Muhammad Umar; es va acordar la pau, retornant enrere l'atacant. Aquesta retirada va tranquil·litzar als tres germans. Iskandar va poder anar a Yadz; Rustem va romandre a Esfahan (on va descobrir una suposada conspiració de l'amir Said Barles i el va fer cegar i empresonar) i Pir Muhammad va sortir de Siraz i per la regió de Xabankara es va dirigir al Kirman per sotmetre la província. A Esfahan l'amir Said Barles va poder escapar de la presó (mercès a que havia conservat part de la visió en un ull) i es va presentar a Siraz on Pir Muhammad va decidir acollir-lo, cosa que va provocar un deteriorament de les relacions amb el seu germà Rustem que regals i cartes no van aconseguir evitar (en canvi Iskandar li donava suport en la conquesta de Kirman)
Mentre Muhammad Umar havia anat de Maragha cap a Hamadan on el governador Arxiun li va dir que no podria resistir a Abu Bakr (el germà de Muhammad Umar que lluitava pel poder. nominalment en nom del seui pare Miran Xah) i que valia mes demanar ajut a Pir Muhammad de Fars. Quan Muhammad Umar va passar per Esfahan s'hi va afegir Rustem. Aquest va suggerir demanar ajut als seus dos germans, però mentre, aprofitant que el campament d'Abu Bakr estava amb poques forces, atacar-lo per sorpresa. Així es va fer: Rustem d'Esfahan, acompanyat de Muhammad Umar, va ocupar i saquejar el campament d'Abu Bakr a Sauk Bulak i es van poder emportar a Sultan Bakht Begum, l'esposa de Miran Xah, mentre els comandants del campament, Tavakul Barles i altres, estaven ocupats bevent; borratxos van perseguir als atacants en la ruta Sari-Kamix-Rayy i els van arribar a atrapar i enfrontar, però sense poder impedir que arribessin a Esfahan.
Rustem va sortir d'Esfahan per anar a Siraz on fou molt ben rebut pel seu germà. Els tres germans Pir Muhammad, Rustem i Iskandar, tots tres fills d'Umar Xaikh, van estar d'acord en ajudar a Muhammad Umar. Al final del hivern del 1405 al 1406 les tropes dels tres germans estaven a punt i es van reunir a Jerbadekan Al saber de l'aliança de Muhammad Umar amb els seus tres cosins Pir Muhammad, Rustem i Iskandar, Abu Bakr va marxar en persona cap al sud, deixant el govern de Tabriz en mans de Muhammad Dawati i Zain al-Din Kazwiní; es va dirigir a Sultaniya (saquejant tot al seu pas fins i tot una caravana) i d'allí a Jurbakhan (Jerbadekan) on va acampar abans d'arribar a Esfahan (1406).
La pèrdua de Tabriz va fer recular a Abu Bakr, el qual va enviar un missatge als tres prínceps (els seus cosins) i va retornar a l'Azerbaidjan. Els tres prínceps disposaven entre tots de 50.000 homes, i comptaven que Abu Bakr era ara un errant (havia perdut ja Tabriz) i estava enemistat amb el seu pare i la seva mare i, per tant, van decidir perseguir-lo. Abu Bakr va acampar al sud de Sultaniya a un lloc anomenat Guruk Arghun, però allí va canviar de plans i va tornar a marxar en direcció a Esfahan. Els dos exercits es van trobar a la rodalia de Derguzin en un lloc anomenat Kharbereh. La batalla de Derguzin o Kharbereh va ser una victòria d'Abu Bakr. L'exèrcit derrotat va fugir corrent cap a Esfahan.
Abu Bakr i les seves forces van descansar uns dies en els quals va fer matar alguns amirs propis, entre els quals Umar Taban, acusat de no haver lluitat amb ganes i de ser enemic secret seu. Això va provocar la deserció de Husayn Barles i alguns altres amirs, que es va refugiar a Esfahan, contra la que al cap d'uns dies es va dirigir Abu Bakr. Le població es va refugiar darrera els murs o al castell de Tabrak (Tabaruk). Abu Bakr va ocupar la ciutat fora muralles i la va tractar molt be esperant una submissió que no va arribar. Mentre Abu Bakr feia una inspecció es va fer una sortida dels assetjats a Esfahan i en l'enfrontament i va haver gran nombre de ferits. L'endemà Abu Bakr es va presentar en formació de batalla amb un centre, una dreta i una esquerra. Va entrar al barri dels Jardins i dos mil homes enemics, quasi tots civils, van resultar morts; tres amirs enemics foren fets presoners. L'endemà els notables de la ciutat van acordar la rendició. Es retornaria tot el que havien pres a Sauk Bulak, es llegiria la khutba en nom de Miran Xah i la moneda s'encunyaria també en nom d'aquest. Però al darrer moment Abu Bakr va decidir trencar l'acord i va ordenar assaltar la ciutat. Muhammad Umar va pensar que tot estava perdut i va fugir cap al Khurasan. Durant l'assalt Abu Bakr va saber que Xaikh Hajji Iraki de Daylam estava assetjant Sultaniya i que Xaikh Ibrahim de Xirvan havia arribat a Tabriz (ocupada per l'amir Bistam Jagir). Va desistir de l'assalt i va renovar el tractat de capitulació amb Esfahan, sortint en direcció a Sultaniya. Quan va arribar a Derguzin el xaikh Hajji Iraki va abandonar el setge i se’n va anar cap a Tarom al Daylam, prop de Zanjan. Abu Bakr després de la seva victòria a Esfahan, estava en disposició de tornar a Tabriz, que només una epidemia li va impedir ocupar.

### Hegemonia de Pir Muhammad
Cap a començament de l'estiu de 1407, per raons no ben explicades Pir Muhammad es va presentar a Yadz amb les seves forces, va detenir a Iskandar i el va carregar de cadenes; Yadz va quedar sota control d'oficials de Pir Muhammad que es va emportar també tot el botí que Iskandar havia fet. Tots els governadors locals sotmesos abans a Iskandar es van sotmetre a Pir Muhammad, excepte Umar Kurtxi o Kurtji de Naïn. Després Pir Muhammad es va dirigir a Esfahan per la via del sud-oest; Rustem estava malalt al llit i no podia defensar la ciutat. Pir Muhammad va devastar el seu territori fins prop de la ciutat d'Esfahan, destruint els dics i cases; al arribar a la vista de la ciutat va retornar cap a Siraz. Iskandar fou enviat a Khurasan carregat de cadenes, però a Txardi Taban es va poder alliberar i es va dirigir a Naïn i després, cridat per Rustem, va poder arribar a Esfahan. Pir Muhammad es va alarmar per l'aliança dels seus dos germans. Efectivament, aquests dos, al unir forces, van poder passar a l'ofensiva. A proposta d'Iskandar, les seves forces i les de Rustem van marxar contra Siraz al Fars i van assetjar la ciutat durant 40 dies; cap de les dues parts va obtenir l'avantatge. Iskandar i Rustem van decidir assolar els territoris tribals al sud i oest de Siraz i després d'uns dies van retornar a Esfahan amb un botí immens.
Al fracassar la revolta de l'amir Jahan Malik, dos dels seus col·laboradors, Hasan Jandar i Yusuf Khalil, van fugir i van poder arribar a Esfahan pel desert de Tabas i foren acollits per Rustem al seu ilak o campament d'estiu a Kendeman ja que a la pròpia Esfahan hi havia una epidèmia de pesta. Mentre Pir Muhammad havia reunit un nou exèrcit amb el qual es va dirigir cap a Esfahan. Rustem estava fent plans per tornar a Fars amb l'ajut de Hasan Jandar, i se sentia fort, no va donar molta importància al moviment del seu germà. Quan l'exèrcit de Pir Muhammad es va acostar, Rustem va sortir del seu ogrok o campament i el va enfrontar establint el campament al lloc que havia elegit per la batalla. Iskandar havia anat a donar suport amb les seves forces. La batalla fou sagnant i heroica i es va decantar del costat de Pir Muhammad. Rustem es va dirigir a Kaixan amb els seus fills, i els amirs Hasan Jandar, Sultan Xah i Mahmud Ak Bugha i d'allí ell i els seus fills van anar al Khurasan. Iskandar va fer la mateixa ruta però per separat. Pir Muhammad va ordenar no perseguir als fugitius i va dictar una amnistia per tothom. Hasan Jandar i altres amirs es van posar al servei de Pir Muhammad però Xah Rukh va fer saber al seu nebot la seva anterior rebel·lió i aleshores els va encadenar i els va tornar a Khurasan sota custòdia de Muhammad Kiptxak i Isa Bekul; però els presoners van poder trencar les cadenes passat el districte de Perahar i van poder fugir. Pir Muhammad va arranjar la situació administrativa de Kaixan i Jerbadekan (del territori d'Esfahan) on les collites no s'havien recollit per la pesta, però aquesta ja havia passat i l'engranatge va tornar a funcionar; fou nomenat governador el seu fill Umar Xaikh ibn Pir Muhammad (que portava el nom del seu avi) amb els amirs Said Barles i Muhammad Juvan Fazel; Khoja Muzaffar al-Din Masud Nazarí com a administrador financer; Xaikh Iezaul fou designat governador de Kaixan (Kashan).

### El darrer intent muzafàrida
Quan el pretendent muzafàrida Sultan al-Motasim va arribar a Esfahan (1409), en aquesta hi havia Umar Xaikh ibn Pir Muhammad, l'amir Said Barles i l'amir Halbanxah, que es van retirar en direcció a Yadz. Motasim va entrar a Esfahan. L'amir Xah, que governava Kaixan, d'acord amb el visir Khoja Ghiyath al-Din Sayyid Ahmad, va posar aquesta plaça en estat de defensa. Iskandar, assabentat per l'amir Fazel, es va dirigir contra Motasim, que havia obtingut molt de suport a Esfahan i Fars, i els dos exèrcits es van enfrontar a Ateixgah. Però les tropes de Motasim van fugir; els generals que li van restar lleials van ser fets presoners; quan Motasim intentava entrar a Esfahan, com que era un home gros i pesat, va caure del cavall i un soldat el va decapitar. Malik Fakhr al-Din Muzaffar va morir igualment en el combat i amb això es van acabar les esperances muzafàrides. Bistam Jagir que li donava suport, es va retirar cap a Yadz. El cadi Nizam al-Din Saydi va organitzar la resistència a Esfahan i va rebutjar la negociació i es van produir combats a l'entorn de la ciutat entre la primavera i la tardor.

### Rustem a Esfahan
Després d'això Rustem fou autoritzat per Xah Rukh a tornar a Esfahan on va arribar l'estiu del 1409. Uns generals de Pir Muhammad, Xaikh Muhammad Juvan i Khan Said Barles que havien abandonat Fars en direcció a Khurasan, via Kirman, el van trobar al Khurasan i li van aconsellar dirigir-se a Esfahan Arribat pop d'Esfahan, Rustem fou rebut per Nizam al-Din Saydi i alguns amirs. Iskandar va enviar als amirs Abd al-Samad (que en aquest moment ja havia estat alliberat de la presó de Yadz on havia estat) i Said Barles, a intentar un cop de ma contra Jerbadekan. Mentre Iskandar havia agafat el poder a Fars eliminant al seu germà Pir Muhammad. Rustem d'Esfahan, ara acompanyat pel seu egrmà Baykara, va anar a assetjar Destjerd, però de sobte van saber que Iskandar estava a Kasr Zer; Rustem es va dirigir corrent cap a Esfahan però Iskandar també avançava molt ràpid. Rustem es va enfrontar amb el seu germà però fou derrotat i va haver de retirar-se cap a Esfahan mentre Iskandar va acampar a prop de la ciutat. Khalil Sultan s'havia establert a Rayy com a governador per compte de Xah Rukh, i al cap d'un temps d'estar allí va rebre un missatge de Rustem que li demanava ajut; Khalil pretenia restaurar la pau entre els dos germans però les converses amb Iskandar (acampat prop d'Esfahan) van fracassar.
Khalil va entrar a Esfahan. A la vora de la ciutat es produïen diàriament escaramusses La població d'Esfahan ja no tenia provisions i Rustem va haver d'abandonar la ciutat i es va dirigir a la cort de Kara Yusuf. Perseguit per Iskandar fins a Qom, no el van poder atrapar. Khalil s'havia quedar a Esfahan i no pensava abandonar-la i Iskandar la volia ocupar. La situació no era bona per la ciutat però llavors els soldats xuls i kurds es van retirar i Iskandar es va veure obligat a aixecar el setge. La situació a Esfahan era extrema: la gent no tenia menjar i no es podia comprar cap animal a cap preu; per cremar es feien servir les portes i elements de les cases. Finalment Khalil va abandonar la ciutat i va informar a Xah Rukh que la evacuava a causa de la fam i tornava a Rayy, però que feria el que li ordenés.
Rustem va retornar el 1411 a Esfahan; en aquesta ciutat el notable local Khoja Ahmad Sayyid va rebre a Rustem que va poder tornar a exercir el poder. Però al cap de dos mesos el príncep es va adonar que Khoja Ahmad gairebé no complia les seves ordres i va decidir desfer-se’n d'acord amb altres notables locals. En una festa, quan el Ahmad Sayyid va entrar sol a la audiència amb Rustem, fou assassinat. Però aquest fet va fer perdre la popularitat a Rustem just quan Iskandar ja tornava d'una expedició a Kirman i s'acostava a Esfahan. Rustem no va tenir altre alternativa que fugir al Khurasan. El març de 1412 Rustem, fugit d'Esfahan, va arribar al Khurasan. Va poder baixar la ma a l'emperador que el va reenviar a l'Iraq Ajamita amb tot el que necessitava per establir la seva sobirania.

### Hegemonia d'Iskandar
El 1412 Iskandar va atacar Qom, però no la va poder conquerir i es va retirar cap a Esfahan. Fou en aquest any 1412 que Iskandar va traslladar la seva capital de Siraz a Esfahan El 22 d'octubre de 1413 Xah Rukh tenia concentrat un exèrcit amb el qual estava disposat a sortir cap a l'Azerbaidjan. Aquest dia va sortir d'Herat i es va dirigir com a primera etapa a Nixapur. Allí va comunicar els seus plans a Iskandar de Fars, Esfahan, part de l'Iraq Ajamita i sobirà de Kirman. La idea era passar el hivern al Mazanderan i a la primavera marxar contra Kara Yusuf el cap dels kara koyunlu. Efectivament va arribar a Mazanderan.
Es va establir el kixlak i allí va saber que Iskandar no respectava gairebé l'obligació de fer la khutba i encunyar moneda en nom de Xah Rukh; d'altra banda Iskandar sospitava que l'expedició tenia per objecte conquerir Fars i l'Iraq Ajamita mes que no pas l'Azerbaidjan. Un enviat d'Iskandar, a mes a mes, li va posar excuses per participar en la campanya militar. Xah Rukh va transigir, va autoritzar que hi participés l'amir que ell designés (i no ell personalment) i amb els soldats que considerés convenients; aquesta tolerància de Xah Rukh encara van alertar mes a Iskandar que es va declarar en rebel·lia al fer la khutba en nom propi i encunyar monedes amb el seu nom. La frontera amb Khurasan fou tancada i s'hi van enviar tropes de cavalleria; tropes d'Esfahan enviades a Semnan van saquejar Sufiabad; un altre contingent va entrar al Kuhistan, però els habitants, advertits de la seva arribada, els van atacar i els van fer fugir.
Iskandar era un mestre en vanitat, satisfet dels tresors que posseïa i de tenir el tron i la corona, es dedicava als plaers a vegades amb nois o noies menors, es dedicava al joc i bevia vi i altres licors en abundància. Per tancar les possibles entrades va lliurar a les flames el districte de Rayy. Va enviar a l'amir Kafi Islam amb valuosos regals (cavalls, robes d'honor -khilah- i or) pels amirs de Sistan, Kandahar i Ghermsir per incitar-los a la rebel·lió amb la promesa de concessió de terres en syourgal una vegada la victòria es produís. Iskandar va sortir d'Esfahan per assetjar Sawah on governava Nasr Allah Sahrai, el qual va demanar ajut a l'emperador i va sol·licitar l'enviament d'un daroga, cosa a la que es va accedir i es va nomenar un dels servidors de la cort. Un contingent fou enviat a Sawah.
Xah Rukh va avançar lentament cap a Esfahan. A Kurkan es van presentar tres notables d'Esfahan, ben rebuts per Xah Rukh. Les forces d'aquest van avançar fins a Baghi Rustem (El Jardí de Rustem) als afores de la ciutat. Molts habitants van anar a posar-se al servei de l'emperador. Xaikh Muhammad, un parent de l'amir Abas Bahadur, també va abandonar la ciutat i va anar a la cort i el va seguir Xaikh Ali Kazak que va portar 300 cavallers; també alguns nòmades es van unir al emperador a Ateixgah però va caldre un enfrontament de les forces dels dos costats en el qual el príncep Baykara, germà d'Iskandar, que s'adonava de les injustícies del seu germà, va combatre no obstant amb valentia. Després del xoc dels dos exèrcits els soldats d'Esfahan es van dispersar cap als poblets veïns i foren perseguits i aniquilats.
Després d'aquesta primera derrota parcial, Iskandar va tenir consell amb els seus oficials i es va decidir sortir d'Esfahan amb tot l'exèrcit; l'exèrcit imperial els va presentar batalla. Iskandar va intuir que perdria la batalla; els soldats van començar a fugir i els imperials els van perseguir i en va matar molts. Iskandar va estar a punt de caure presoner però va poder tornar a Esfahan on va quedar assetjat. Xah Rukh va establir el setge d'Esfahan. Van arribar els amirs Xaikh Derdi i Baiazet, fills de Bistam Jagir, procedents un de Xahriyar i l'altra de Sultaniya, i es van presentar a la cort on foren molt ben acollits. Una sortida de 300 cavallers per la porta de Berangar fou combatuda per Elies Khoja (que va quedar ferit) i rebutjada. El setge iniciat el dijous 24 de maig de 1414 es va fer mes intens i estricte el 12 de juny de 1414. Sultan Xah Txehreh gaudia de la confiança d'Iskandar i tenia el comandament d'una torre de les principals d'Esfahan; uns servidors seus el van assassinar i van fugir al campament imperial. Progressivament les forces d'Esfahan disminuïen i les dels assaltants anaven creixent. Les sortides dels homes d'Iskandar eren freqüents però no aconseguien res. El setge intens va durar uns 70 dies.
Finalment Xah Rukh va saber que Iskandar, penedit de la seva conducta, havia fet encunyar moneda a Esfahan amb el nom de l'emperador i que la khutba s'estava fent també al seu nom. Vas enviar un delegat a la ciutat (Mawlana Ghiyath al-Din Semnaní) per oferir la pau però Iskandar, per causes incertes, la va rebutjar; Xah Rukh va considerar que la seva oferta s'havia interpretat com a debilitat i va decidir utilitzar la força. Uns dies després Iskandar va enviar a l'amir Tavakul Karkara, un dels seus amirs de primer rang, conegut com a pietós i savi, i a l'amir Muhammad Beg, amb alguns cavalls de regal per Xah Rukh, demanant l'aixecament del setge després de lo qual aniria a la cort imperial. Xah Rukh el va convidar a anar sense temor o si no volia podria anar a Yadz o Hamadan i tindria pas lliure; però Iskandar no va acceptar. El 28 d'agost de 1414 Esfahan fou conquerida a l'assalt després de combatre tot el dia fins a la nit; Iskandar i els seus es van retirar a la ciutadella. L'amir Abd al-Samad va fugir i es va presentar a l'emperador. Quan Iskandar ho va saber va fugir precipitadament.
Al matí l'exèrcit victoriós va començar el saqueig que va aconseguir un botí enorme. Xah Rukh va enviar tropes a perseguir a Iskandar. Fou localitzat i fet presoner i portat davant del emperador que el va interrogar sense rebre cap resposta. L'emperador el va confiar al seu germà Rustem amb la recomanació de respectar els deures fraternals. No obstant, estant presoner, Iskandar fou cegat amb una agulla de ferro calenta als seus ulls; aquesta tortura va estar a punt de causar-li la mort però va sobreviure.

### Organització de la regió el 1414
L'emperador es va ocupar d'organitzar la regió: va fer una aportació pels pobres (abans destinada als pelegrins), va establir un govern regular, va garantir l'ordre i la seguretat de les rutes i va retornar a bona part de l'exèrcit cap al Khurasan juntament amb la part del botí que li pertocava. El govern general de Fars i l'Irak Ajamita es consolidava en mans de Xah Rukh i el govern d'Esfahan fou confiat al príncep Rustem, que ja havia estat governant del territori i que havia servit a Xah Rukh a Transoxiana, Khurasan i Mazanderan i a mes havia donat mostres de valor en diversos combats. També va dictar un perdó general, una mena d'amnistia. El jove príncep Baykara, que havia destacat als combats i al qual l'emperador tenia molt d'afecte, va rebre en feu (syourgal) el govern d'Hamadan, les fortaleses de Burudjird i Nihawand i l'alta autoritat sobre Luristan (a més de diversos consells sobre la manera de governar amb justícia).
A la mort de Rustem 1424 (827 de l'hègira) el govern efectiu va passar al visir que va proclamar primer a un fill de Rustem i quan aquest va morir a un altre fill. Finalment el general Amir Jalal al-Din Firuz Xah va deposar el príncep i va agafar el govern que va deixar en mans del seu germà Khwandxah del qual va passar al fill Saqadat ibn Khwandxah. No és clar en quina posició però en el mateix període va estar al govern Ibrahim Sultan ibn Jahan Xah ibn Jaku, fins en fou apartat el 1429 o 1430 i el va substituir Burhan al-Din Abd al-Samad que va governar al menys fins 1431 i probablement fins 1432 quan va morir. També apareix en altes funcions Alikeh Kukeltaix però en aquest cas se sap que era l'encarregat de recaptar els impostos, funció que va realitzar fins a la seva mort, i aleshores el va substituir el seu fill. Tots els amirs nomenats per Esfahan eren destacats i la seva autoritat predominava sobre el governador "civil" Khwandxah o Saqadat ibn Khwandxah, que envcara que formaven part de l'elite txagatai, eren d'estatus inferior.

## Qara qoyunluiAq qoyunlu
El 1452 fou ocupada per Jahan-Xah dels Qara qoyunlu, que a l'any següent la va saquejar; després passà als Aq qoyunlu, que tenien el centre a l'Azerbaidjan. El 1474 - 1475 fou visitada pels venecians Josapha Barbaro i Ambrogio Contarini i van trobar el soldà Uzun Hasan a la ciutat; la població s'estimava en menys de 50.000 persones.

## Safàvides
El 1502 - 1503 va caure en mans del safàvida Ismail Shah, que li concedí algun privilegi, com va fer també el seu successor Tahmasp I (1524-1576). Fou breument ocupada (7 de setembre de 1514) pels otomans després de la seva victòria a Čaldiran, però el sultà Selim I se n'hagué de retirar per un motí dels soldats. El 1548, durant la revolta d'Ilkas Mirza, fou ocupada temporalment pels otomans i durant uns anys, fins al 1588 s'hi van produir disturbis ocasionals. Abbas I el Gran (1588-1629) l'erigí en capital safàvida el 1596 - 1597, i l'estructura d'Esfahan patí nombrosos canvis; hi foren afegides noves construccions pels seus successors. Els ambaixadors i viatgers occidentals la visitaven i va esdevenir la ciutat més famosa i romàntica de l'Orient. Tenia 162 mesquites, 48 col·legis, 1.802 caravanserralls, 273 banys públics, i 12 cementiris. La població havia pujat a una quantitat a l'entorn dels 700.000 habitants vers 1630 i n'arribà al milió més endavant sota Safi (1629-1642), Abbas II (1642-1666) i Suleiman I (1666-1694). Durant el regnat de Sultan Husayn I (1694-1722) la decadència de la dinastia i de la ciutat fou evident.

## Gilzai i afxàrides
Els afganesos revoltats van envair l'Iran central i després de la decisiva victòria de Gulnabad, prop d'Esfahan, van ocupar aquesta ciutat el 1722 després d'un dur setge de sis mesos, en què els habitants van quedar reduïts als extrems màxims. 80.000 persones hi van morir de fam i 20.000 en els combats; milers en van marxar refugiats a l'Imperi Otomà i l'Imperi mogol, i les terres de molts propietaris foren confiscades.
Nadir Khan derrotà els afganesos a Murčakhwart i entrà a Esfahan el 1729: restaurà nominalment al safàvida Tahmasp II. La ciutat s'havia buidat pels nombrosos morts i exiliats dels darrers 9 anys, i els impostos angoixants que els afectaven. Després del regnat d'Abbas III de Pèrsia, Nadir Khan es coronà com a xa el 1736 (Nadir Xah) i traslladà la capital a Mashad. Esfahan una vegada més va patir pels impostos alts i les confiscacions decretades per Nadir; l'estat es quedà amb nombroses terres; finalment el 1747, quan pujà al tron, Adil Xah revocà les lleis sobre les terres decretades per Nadir, però les falsificacions de títols, destrucció de registres i altres circumstàncies encara van fer la situació dolenta per un temps.

## Zand
El 1747 Esfahan es revoltà contra el governador local, que es va refugiar a la fortalesa de Tabarak, on fou assetjat i finalment mort pels seus propis ghulams. El darrer afshàrida, Ibrahim Xah, va enviar-hi com a nou governador Abu I-Fath Khan Bakhtiyari i, mort Ibrahim (1749), aquest va reconèixer com a sobirà Abu Turab Mirza, de 8 anys, net per branca femenina de Sultan Husayn I (1694-1722).
Ali Mardan Khan Bakhtiyari atacà la ciutat poc després, però fou rebutjat i es va retirar al Luristan per reunir reforços, i aliat als zand va tornar a atacar la ciutat el 1750. Abu l-Fath Khan Bakhtiyari no va poder obtenir dels ciutadans d'Esfahan els fons que li calien per a una bona defensa i no va poder reunir prou forces, i Ali Mardan entrà a la ciutat, que fou saquejada per les seves tropes.
Breument Ali Mardan, Karim Khan Zand i Abu l-Fath van governar junts a Esfahan, però el darrer fou assassinat pel primer, que el 1751 - 1752 fou expulsat per Karim Khan: aquest posà en el govern el seu germà Sadik Khan Zand. Durant uns anys Esfahan va patir atacs de colles de bandits, de zands, d'afganesos i de qajars, fins a la gran fam de 1756 - 1757, que va matar 40.000 persones.
El 1758 - 1759 Karim Khan va recuperar la ciutat i en nomenà governador (1759) un notable local de nom Muhammad Rinan, amb el qual es va iniciar un període de pau i una administració encertada. No obstant això, la capital es va establir a Siraz el 1766 - 1767.
Bakir Khan, kakhuda del Khorasan i governador d'Esfahan, davant de l'avanç de Djafar Khan Zand, va saquejar la ciutat el 1774 - 1775.

## Qajars
L'any següent Agha Muhammad Khan Qajar va nomenar governador a Djafar Kuli Khan el 1775 - 1776. Els qajars es van començar a imposar a la mort de Karim Khan el 1779 i van triomfar finalment el 1794; la capital s'establí a Teheran, però per un temps Esfahan fou com una capital comercial, fins a la segona meitat del segle xix, quan fou suplantada en aquesta condició per Tabriz.
Poc abans del 1800 la població s'estimava en 50.000 habitants, i el 1810 en uns 60.000. El 1797 a la mort d'Agha Muhammad, Muhammad Khan Zand intentà ocupar Esfahan (1797 - 1798) sense èxit. El 1801 s'hi va revoltar Husayn Kuli Khan, qajar que va haver d'abandonar la ciutat davant les forces de Fath Ali Shah (1797-1834). El 1804 - 1805 patí una altra epidèmia de fam causada per una plaga de llagosta; fou per aquesta època quan nomenaren governador Muhammad Husayn Khan Nazim al-Dawla, un notable de la ciutat que havia acumulat una gran fortuna; sota la seva administració i després, quan fou nomenat per a un altre càrrec (sadr-i azam), l'administració delegada del seu fill i successor Amin al-Dawla, Esfahan recuperà la prosperitat. Mort Muhammad Husayn Khan Nazim al-Dawla el 1823, el càrrec de sadr-i azam va passar a Asif al-Dawla, que exigí una sèrie de pagaments retardats a Esfahan, que no es van fer efectius i Amin al-Dawla fou destituït. El 1826 - 1827 els pagaments suposadament deguts foren perdonats i Amin al-Dawla recuperà el favor de la cort i fou nomenat wazir del nou governador de la ciutat, Sayf al-Dawla i a l'any següent sadr-i azam, però a la mort del xa Fath Ali a Esfahan (quan anava de viatge a Fars) va caure altre cop en desgràcia (1834). El governador de la província d'Esfahan, Farman Farma, reclamà el tron, però fou derrotat poc després prop de la ciutat.
Altres incidents es van produir el 1838 - 1839 i 1839 - 1840 que van causar serioses destrosses a Esfahan i van obligar a Muhammad Xah Qajar (1834-1848) a anar personalment a la ciutat per reprimir els aldarulls; es van produir diverses detencions de partidaris dels Zand i l'ordre es va restablir. Nous desordres es van produir el 1848 - 1849, però la visita que va fer el xa Nasr al-Din (1848-1896) a la ciutat el 1850 va retornar-hi la tranquil·litat.
El 1871-1873 hi va haver una nova fam, que reduí la població que s'havia incrementat els darrers anys. El 1874 fou nomenat governador Zill al-Sultan i el 1881 havia esdevingut senyor de gran part de Pèrsia meridional, amb un govern dur i autocràtic que no deixava cap marge a les dissidències; si va anar malament per les persones, va ser bo per a la ciutat, que tornà a prosperar i augmentà el nombre d'habitants i al cens del 1882 eren 73.654 habitants i uns deu anys més tard s'estimaven ja en 82.000 almenys. Zill va perdre tots els seus governs el 1888 excepte el d'Esfahan.
Sota Muzaffar al-Din (1896-1907) hi va haver alguns aldarulls violents i un atac dels babis el 1903 - 1904. La ciutat fou una de les capdavanteres en la revolució constitucional de 1909.

## Història recent
Posteriorment va prosperar lentament fins a la segona meitat del segle xx, quan en començà un creixement espectacular econòmic i social, que l'ha convertit en la tercera ciutat de l'estat. En la revolució islàmica la major part de la població va donar suport a l'aiatol·là Khomeini.